# Ribeira Grande (Republika Zielonego Przylądka)
Ribeira Grande – miasto w Republice Zielonego Przylądka, na wyspie Santo Antão.